# ماروین آویلا جونیور
ماروین آویلا جونیور (انگلیسی: Marvin Ávila Jr؛ زادهٔ ۱۷ مارس ۲۰۰۸) بازیکن فوتبال اهل گواتمالا است که در حال حاضر برای باشگاه فوتبال آنتیگوا بازی می‌کند. 
وی همچنین در تیم‌های ملی فوتبال زیر ۱۵، ۱۶ و ۲۰ سال گواتمالا بازی کرده است.